# Idil·li (Janáček)
Idil·li, JW VI/3 (en txec Idyla), és una composició per a orquestra de corda escrita per Leoš Janáček i estrenada el 15 de desembre de 1878 a la Casa Beseda de Brno sota la direcció del mateix compositor i amb Dvořák a l'audiència. Janáček la va dirigir per última vegada el 12 de desembre de 1880 a la Casa Beseda de Brno i aleshores, incomprensiblement, Idil·li va desaparèixer. Es va trobar inexplicablement en la possessió d’un mestre d’escola provincial el 1937.

## Origen i context

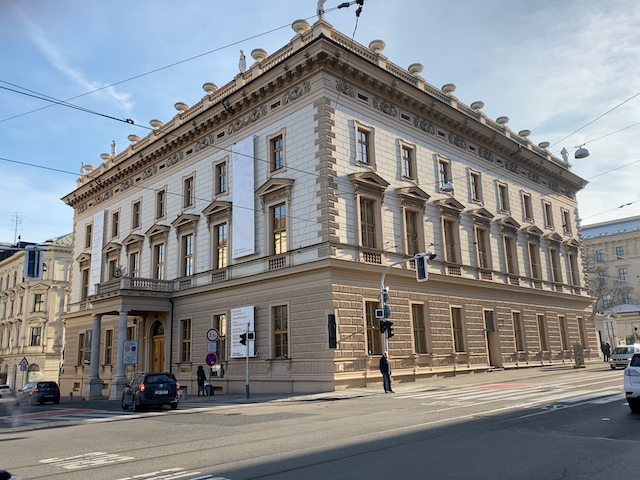
Casa Beseda a Brno

Janáček va començar Idil·li el 15 d'agost i la va acabar el 24 d'agost de 1878, amb només vint-i-quatre anys. El 29 d'agost va afegir un setè moviment addicional, amb el que dura un total de 26 minuts. Després de la Suite per a corda de l'any anterior, aquest segon treball instrumental a gran escala de Leoš Janáček que ha sobreviscut i compta amb les arrels comunes de la música popular de Janáček i Dvořák, que va ser el model que seguia el jove compositor en aquest moment.

## Anàlisi musical
La peça comença amb un Andante que evoca una sensació agredolça, recordant l'estil d'una obertura de Dvořák. El segon moviment, Allegro, conserva rastres de l'escriptura d'aquest compositor, però en un temps triple. En el tercer moviment, Moderato, el compositor adopta un to més pesat, influït per la nostàlgia majestuosa de Mendelssohn, però també hi ha ecos de la sonoritat de Dvořák quan els violins incrementen la intensitat. L'Allegro central s'assembla al Scherzo de la Serenata per a cordes de Dvořák, especialment en el moment culminant dels violins. És important assenyalar que només feia set mesos que Janáček havia dirigit aquesta obra a la Casa Beseda.
Es poden tornar a percebre reminiscències del mestratge de Dvořák en l'Adagio del cinquè moviment, que adopta un caràcter tràgic, especialment en la combinació de violoncel i violí durant els primers compassos. Les Danses eslaves de Dvořák van influir probablement en els aires i en el contrapunt de l'Scherzo del sisè moviment. Quant al setè i últim moviment, Moderato, el seu començament greu i la seva escriptura contrapuntística evoquen l'estil de Händel.
El Janáček que abandonaria totes aquestes influències del Romanticisme encara no es feia present.